# Chroust mlynařík
Chroust mlynařík (Polyphylla fullo) je druh brouka z čeledi vrubounovitých a největší druh chrousta v Evropě. Při přemnožení může způsobovat škody na vinné révě, ovocných stromech a jiných hospodářských rostlinách. V České republice se jedná o vzácný druh vyskytující se pouze na několika lokalitách.

## Popis
V české přírodě je díky své velikosti a charakteristickému zbarvení nezaměnitelný. Je to největší z evropských chroustů – dospělci dorůstají délky asi 25–36 mm. Tělo je robustní, krovky jsou načernalé nebo červenohnědé a pokrývají je nepravidelně roztroušené shluky bílých šupinek tvořící mramorované skvrny. Štít je po stranách pokryt žlutými chloupky, spodek těla je taktéž ochlupený. Samci mají výrazná vějířovitá tykadla sestávající ze sedmi listovitých lupínků, které dovedou složit k sobě. U samic jsou tyto vějíře mnohem kratší a skládají se pouze z pěti lupínků.
Larvy tohoto brouka dorůstají délky až 10 cm. Od larev jiných chroustů se odlišují uspořádáním chloupků na spodní straně posledního zadečkového článku – u tohoto druhu jsou uspořádány do dvou krátkých rovnoběžných řádků o 6–14 brvách.

## Rozšíření a výskyt
Chroust mlynařík je jediným zástupcem rodu Polyphylla ve střední Evropě. Na severu areál rozšíření zasahuje do Švédska, na jihu až na sever Afriky. Vyskytuje se i na Kavkaze a na Blízkém východě. Vzhledem ke svým specifickým nárokům na prostředí se však vyskytuje ostrůvkovitě, a v některých oblastech tedy chybí.
V České republice je vzácný, oproti dřívějšímu stavu se populace zmenšila a jeho výskyt je omezen na lokality písčitých borů v Polabí a moravských úvalech. Populace tohoto brouka se dovedou udržet i na lokalitách s velmi malou rozlohou.

## Způsob života
Larvy se vyvíjí pod zemí v písčitých půdách, vývoj je 3 až 4letý. Během prvního roku života se živí tenkými kořeny bylin, později okusují silnější kořeny stromů a jiných rostlin, které tím mohou vážně poškodit. Na podzim se zahrabávají do větší hloubky, kde přezimují. Kuklí se na jaře, v hloubce až 1 metr pod zemí. Během zhruba 3 týdnů se larva v kokonu přemění v dospělce, který po nějaké době kokon opouští.
Dospělci se objevují od června do srpna, příležitostně i později. Stejně jako jiné druhy chroustů jsou aktivní za soumraku, kdy se rojí v blízkosti stromů. Někdy také zalétají ke světelným zdrojům. Ve dne odpočívají na kmenech stromů, kde jsou díky svému zbarvení dosti nenápadní. Živí se zejména jehličím borovic, ojediněle i listy jiných stromů, např. buku nebo dubu. Brouci se rojí v blízkosti stromů, v jejichž korunách také dochází k páření. Samice kladou do písčité půdy cca 30 vajíček, z nichž se larvy líhnou asi po 4 týdnech.
V ohrožení chroust mlynařík vydává hlasité cvrčivé zvuky třením konců krovek o křídla.

## Ohrožení a ochrana
V Červeném seznamu ohrožených druhů ČR je uveden jako ohrožený druh. Zdá se, že jeho populace v Evropě se zmenšila, důvodem může být ztráta vhodných písčitých stanovišť a citlivost brouků na používání insekticidů.